# Hohenau (Paraguai)

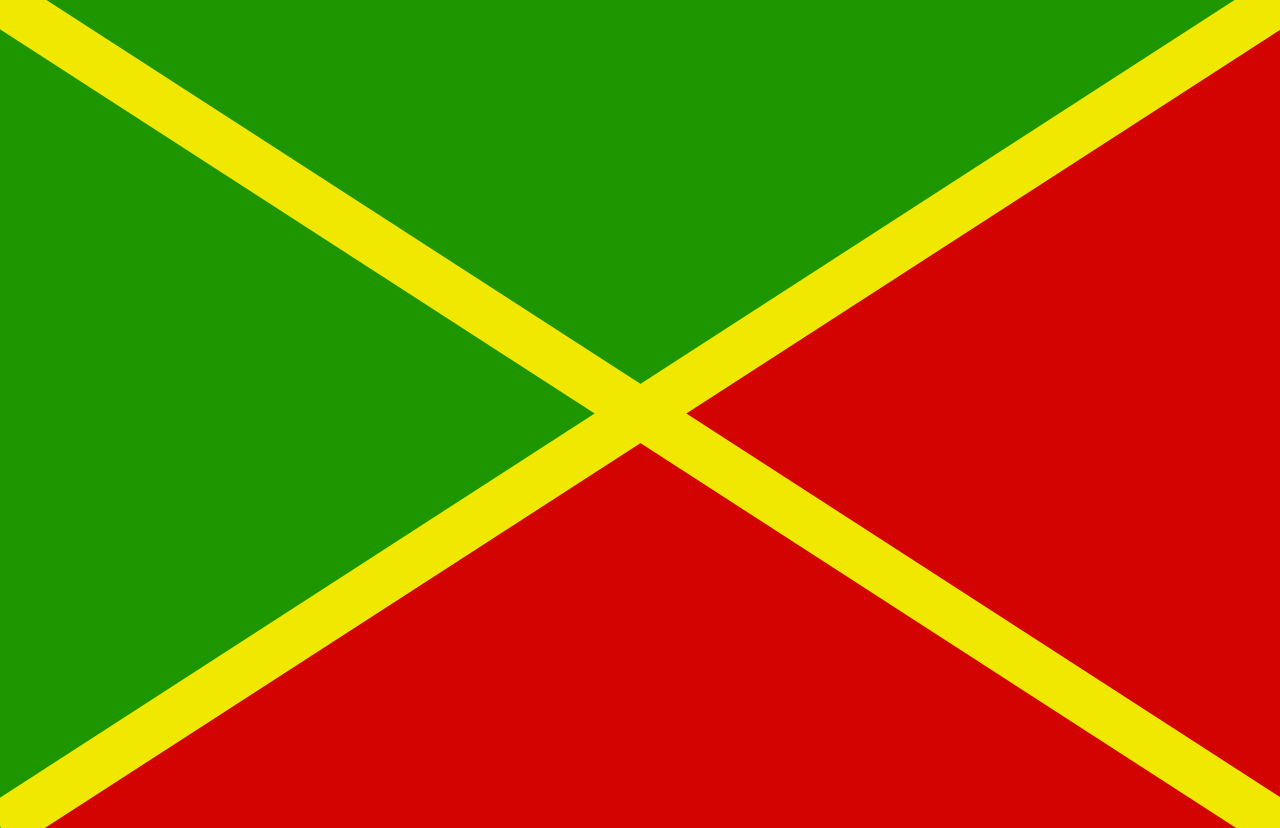
bandeira

Hohenau é uma cidade do Paraguai situada no departamento de Itapúa. Está localizada a 8 km de Trinidad. Possui grandes lavouras e córregos próximos, como o Capi'ibary, o Poromocó, o Mansisovy, o Santa María e outros. Joseph Mengele morou algum tempo na cidade.

## História
A localidade foi fundada em 14 de março de 1900 por Carlos Reverchon, Wilhelm Closs e os irmãos Ambrósio e Stephen Scholler; com colonos vindos da Alemanha. Mais tarde, a cidade seria alcunhada a "Mãe das colônias do Alto Paraná".
Wilhelm Closs é um dos principais personagens desta história, nascido em Baumschneis (hoje Dois Irmãos) em 31 outubro 1841.  Estabeleceu-se no Estado do Rio Grande do Sul, num lugar chamado "Serra Pelada" às margens do rio Uruguai. Mais tarde, Closso resolve estabelecer-se no Paraguai, onde conheceria Carlos Reverchon; entre os dois discutiram os detalhes de uma possível imigração em massa e elaboraram um plano.
Com a ajuda do senhor Christian Heisecke (então cônsul austríaco ante o Governo do Paraguai), conseguiu o interesse do paraguaio para um plano de colonização no Alto Paraná .
Assim, por decreto de 12 de setembro de 1898, o governo paraguaio outorga a Reverchon e Closs um lote de terra de 16 léguas quadradas no Alto Paraná.
Em 14 de março de 1900 vieram de Encarnación, via rio Paraná, as primeiras famílias, entre eles estavam: os Deutschmann, os Tauber, os Endler e William Rhenius.
No mês de agosto de 1900, com a chegada de oito famílias, consistindo de 55 pessoas, sentaram-se as bases para o início de uma imigração em massa para essas terras, essas famílias incluem os Dressler, os Kuschel, os Fritze Jachow e muitas outras mais.
Foi elevada a distrito em 1944.
Na década dos 30 e dos 40 registrou-se a chegada em massa de imigrantes poloneses, ucranianos, russos e, em menor medida, belgas e franceses que se estabeleceram em Encarnación e Hohenau, Bella Vista e Obligado.
Segundo a Dirección General de Estadísticas, Encuestas y Censos do Paraguai, o distrito de Hohenau no departamento de Itapúa é o segundo melhor depois de Assunção em qualidade de vida. É também conhecida como o berço de lavradores e pastores.

## Transporte
O município de Hohenau é servido pelas seguintes rodovias:
- Ruta 06, que liga Minga Guazú ao município de Encarnación (Departamento de Itapúa)
- Caminho em pavimento ligando a cidade de Pirapó ao município de Carmen del Paraná[4][5][6]